# Jehan de Montmorency

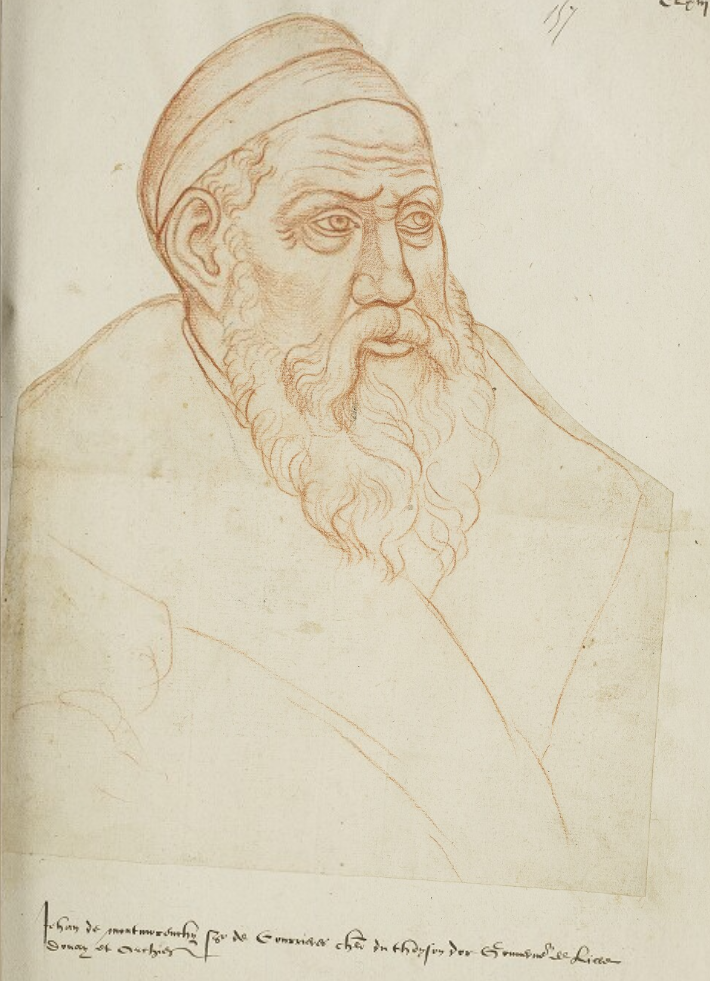
Jean de Montmorency

Jehan de Montmorency, der Señor de Courrières, (* 1500 in Courrières; † um 1563) war 1553 und 1554 Botschafter von Karl V. bei Jane Grey. Er stammte aus dem Adelsgeschlecht Montmorency.

## Leben
Am 6. Juli 1553, dem Todestag Eduards VI., beauftragte Karl V. Jehan de Montmorency, Simon Renard und Charles II. de Lalaing, einen Ehevertrag zwischen Philipp II. von Spanien und Maria I. von England abzuschließen. Nach der Hochzeit am 25. Juli 1554 blieb Renard als Resident Ambassador in England. John Foxe berichtete, dass am 2. Januar 1554 die Botschafter von Karl V. in London mit Ehrbezeugungen empfangen wurden. Neben Jehan de Montmorency nannte er Lamoral von Egmond und Le Chauncellour Nigre als Botschafter Karls. Am 12. April 1554 bestätigte Renard aus Brüssel den diplomatischen Status von Courrières.
Im Januar 1556 wurde er Mitglied des Ordens vom Goldenen Vlies.